# Garde nationale
Die Garde nationale (Nationalgarde) entstand 1789 während der Französischen Revolution und bestand bis kurz nach dem Aufstand der Pariser Kommune 1871. Nach den Terroranschlägen von Paris und Nizza wurde 2016 eine neue Nationalgarde ins Leben gerufen.

## Geschichte

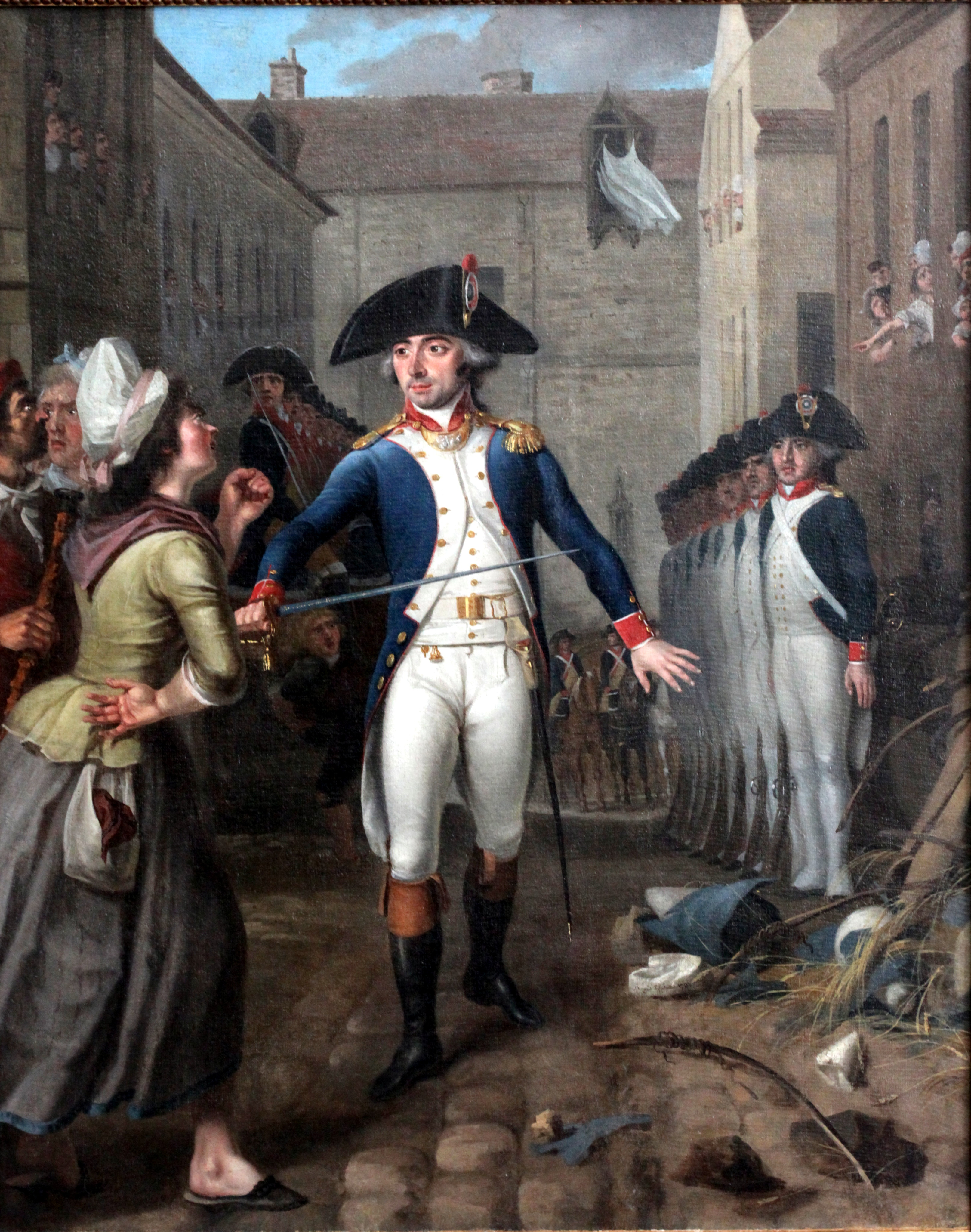
Französische Nationalgarde, 1791 (Musée de la Révolution française)

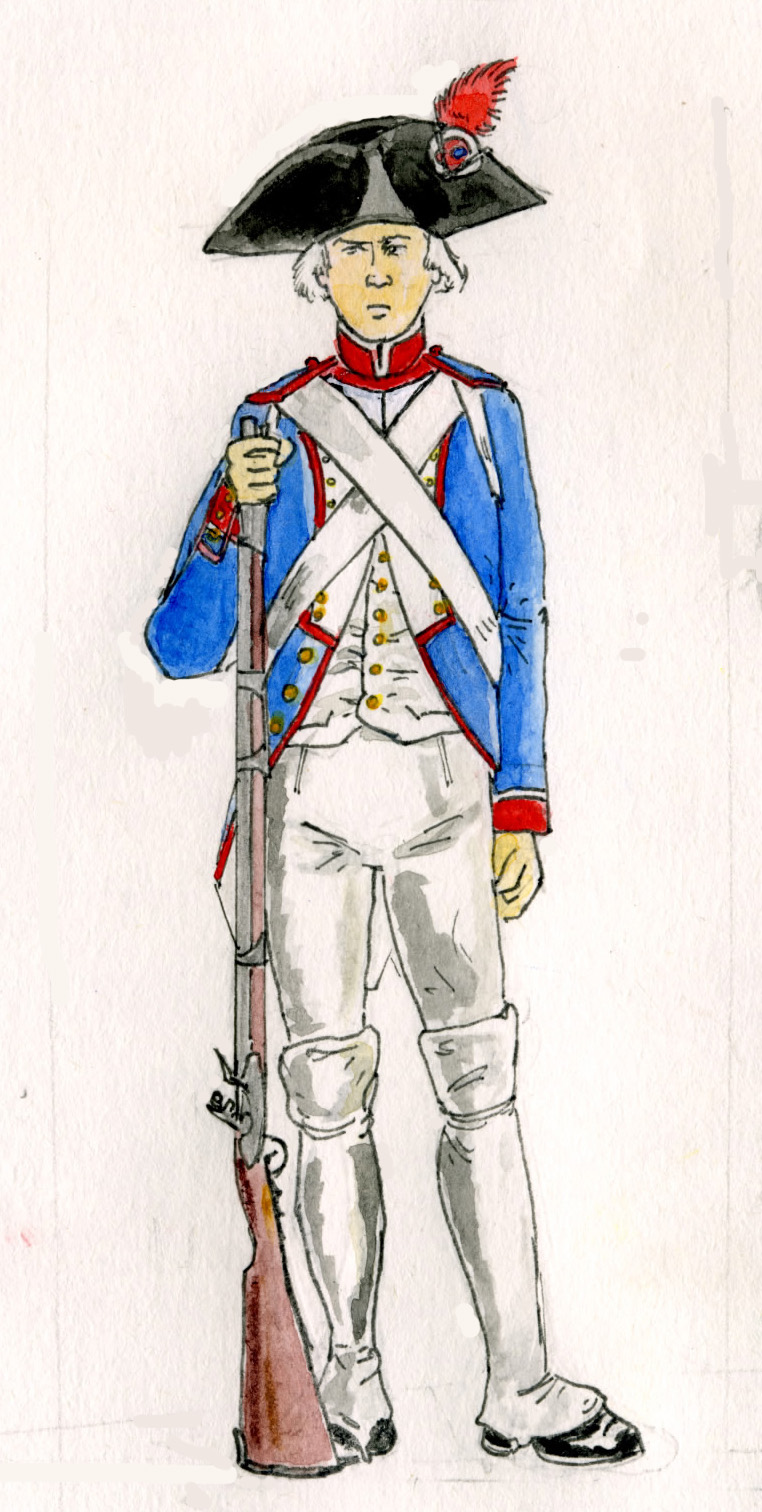
Füsilier der Garde nationale, 1791

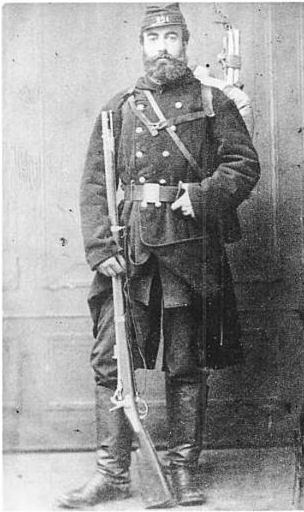
Soldat der Garde nationale, 1870

Die Garde nationale wurde am 13. Juli 1789 (einen Tag vor dem Sturm auf die Bastille) auf Anregung Edmond Dubois-Crancés während der Französischen Revolution in Paris aufgestellt und vom Marquis de La Fayette organisiert, um als eine Art Volksbewaffnung bzw. als Polizeiorgan die öffentliche Sicherheit in der Hauptstadt zu gewährleisten. In späterer Traditionslinie trat sie die Nachfolge der königlichen Gardes-Françaises an.
Sie löste die Bürgergarde (garde bourgeoise) des Ancien Régime ab und war anfänglich 48.000 Mann stark (bei einer Pariser Gesamtbevölkerung von schätzungsweise 500–600.000). Im Juni 1790 erhielt sie ihre typische, die Farben der Trikolore zitierende blau-weiß-rote Uniform. Kommandant von Beginn an war der Marquis de La Fayette. In ihren Reihen akzeptierte sie zunächst nur Aktivbürger zwischen 18 und 60 Jahren, für die seit Oktober 1791 der Dienst obligatorisch war. Die Nationalgarde hatte das Recht, die Offiziere und Unteroffiziere selbst zu wählen. Mit der französischen Gebietsreform im Dezember 1789 erhielten die neu gegründeten Départements das Recht zur Aufstellung eigener Nationalgarden, die man zur Unterscheidung der Pariser Bürgerwehr auch als Föderierte bezeichnete.
1791 wurde sie mit nominell 100.000 Mann zur Verstärkung der Feldarmee aufgeboten, mit dem Recht, die Offiziere und Unteroffiziere selbst zu wählen. Anfang 1793 umfassten die Nationalgarden landesweit 110.000 Mann. Sie kämpften neben der aktiven Armee in den  Revolutions- bzw. Napoleonischen Koalitionskriegen, obwohl sie ursprünglich nur zum Einsatz im Inneren bestimmt waren.
Nach einem royalistischen Aufstand innerhalb der Pariser Nationalgarde am 13 Vendémiaire 1795 verlor die Nationalgarde ihren Generalstab; die Kavallerie, Artillerie und die Jäger zu Fuß wurden auf die reguläre Armee verteilt, nur die Infanterie blieb bestehen. Nach 1798 wurde die Nationalgarde weitgehend demobilisiert und übernahm in Frankreich überwiegend Bewachungsaufgaben und stellte Festungsbesatzungen. Im Jahr 1799 dienten landesweit rund 400.000 Nationalgardisten und Föderierte. Zu diesem Zeitpunkt hatten sich die Nationalgarden längst schon den ärmeren Bevölkerungskreisen geöffnet, die nicht über das Aktivbürgerrecht verfügten. Zwischen 1806 und 1810 dienten bis zu 560.000 Mann in der Nationalgarde. Durch Napoleon Bonaparte neu organisiert, wurde die Nationalgarde auch in Deutschland eingesetzt und stellte einige Divisionen der Armee. 
Darüber hinaus wurde die Nationalgarde im Inneren Frankreichs auch zur Unterstützung der Polizeibehörden eingesetzt, etwa gegen Räuberbanden oder gegen massiv auftretende Wolfsrudel.
Nach der Restauration der Bourbonenherrschaft 1814/15 wurde sie den Präfekten unterstellt. 1827 aufgelöst, ließ sie 1830 der Bürgerkönig Louis-Philippe I. reorganisieren. Die Nationalgarde beteiligte sich an der Niederschlagung des Juniaufstandes 1848. 1852 wurde sie dem Kriegsministerium unterstellt und in ihren Rechten beschränkt. Das Wehrgesetz von 1868 teilte alle waffenfähigen Bürger, welche nicht aktiv gedient hatten, vom 30. bis zum 60. Lebensjahr der Nationalgarde zu.
Nach dem Abschluss des Waffenstillstandes im Deutsch-Französischen Krieg im Januar 1871 übernahm am 17. und 18. März beim Aufstand der Pariser Kommune das Zentralkomitee der Nationalgarde die Macht in Paris und ließ freie Wahlen durchführen. Truppen der französischen Regierung von Adolphe Thiers unter dem Befehl von Marschall Mac-Mahon schlugen den Aufstand blutig nieder. Das Rekrutierungsgesetz vom 27. Juli 1872 hob nach diesen Erfahrungen die Nationalgarde auf. Sie wurde anschließend in die französische Armee integriert.
Nach den Terroranschlägen von Paris (13. November 2015) und von Nizza hat Staatspräsident François Hollande angekündigt, eine neue Nationalgarde zu formieren.
Per Dekret n° 2016-1364 vom 13. Oktober 2016 wurde dieses Vorhaben umgesetzt. Die Personalstärke beträgt ca. 72.000 Gardisten aus Reservisten der Streitkräfte, der Gendarmerie und der Polizei sowie Freiwilligen.

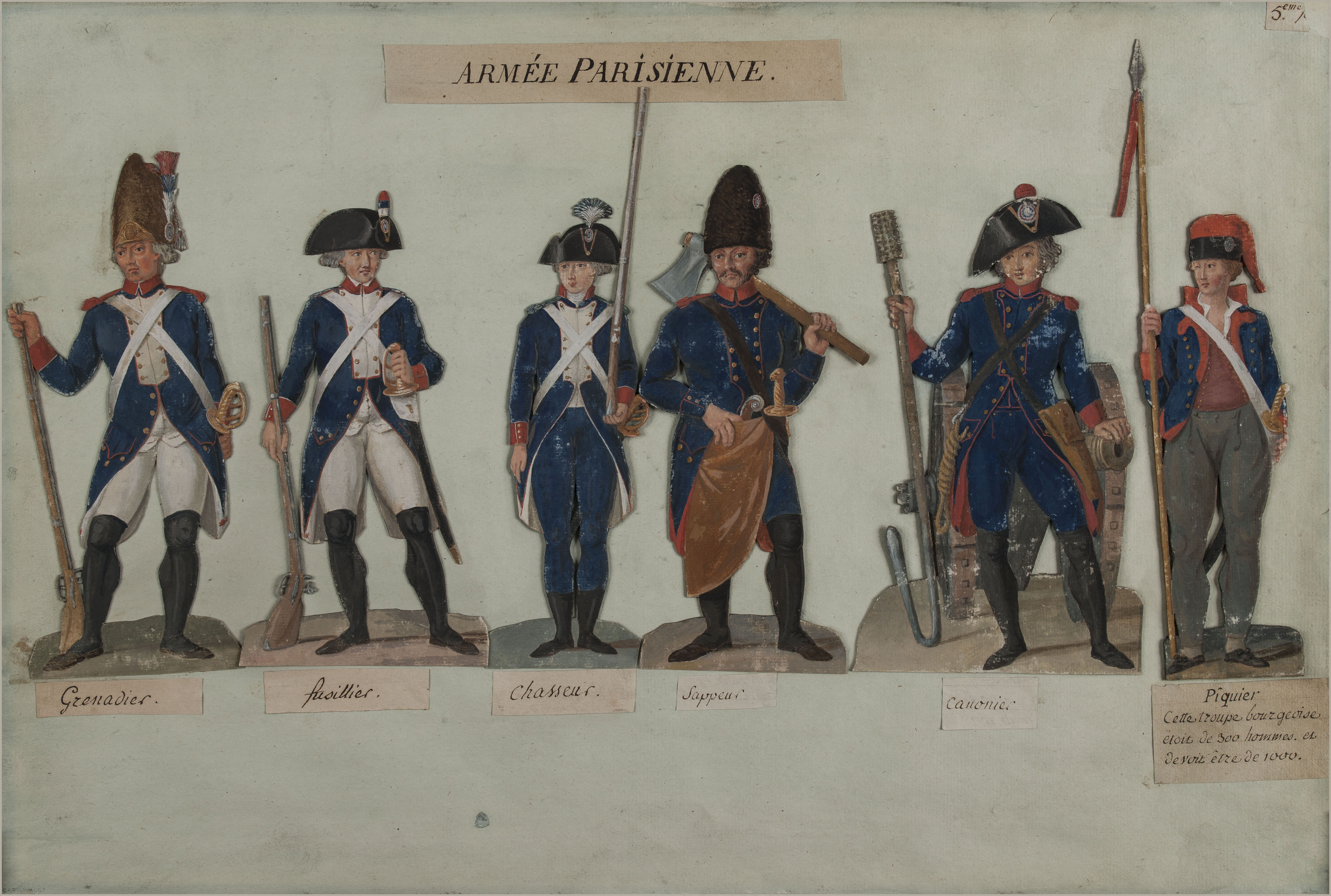
Pariser Nationalgarde (um 1789/1792)
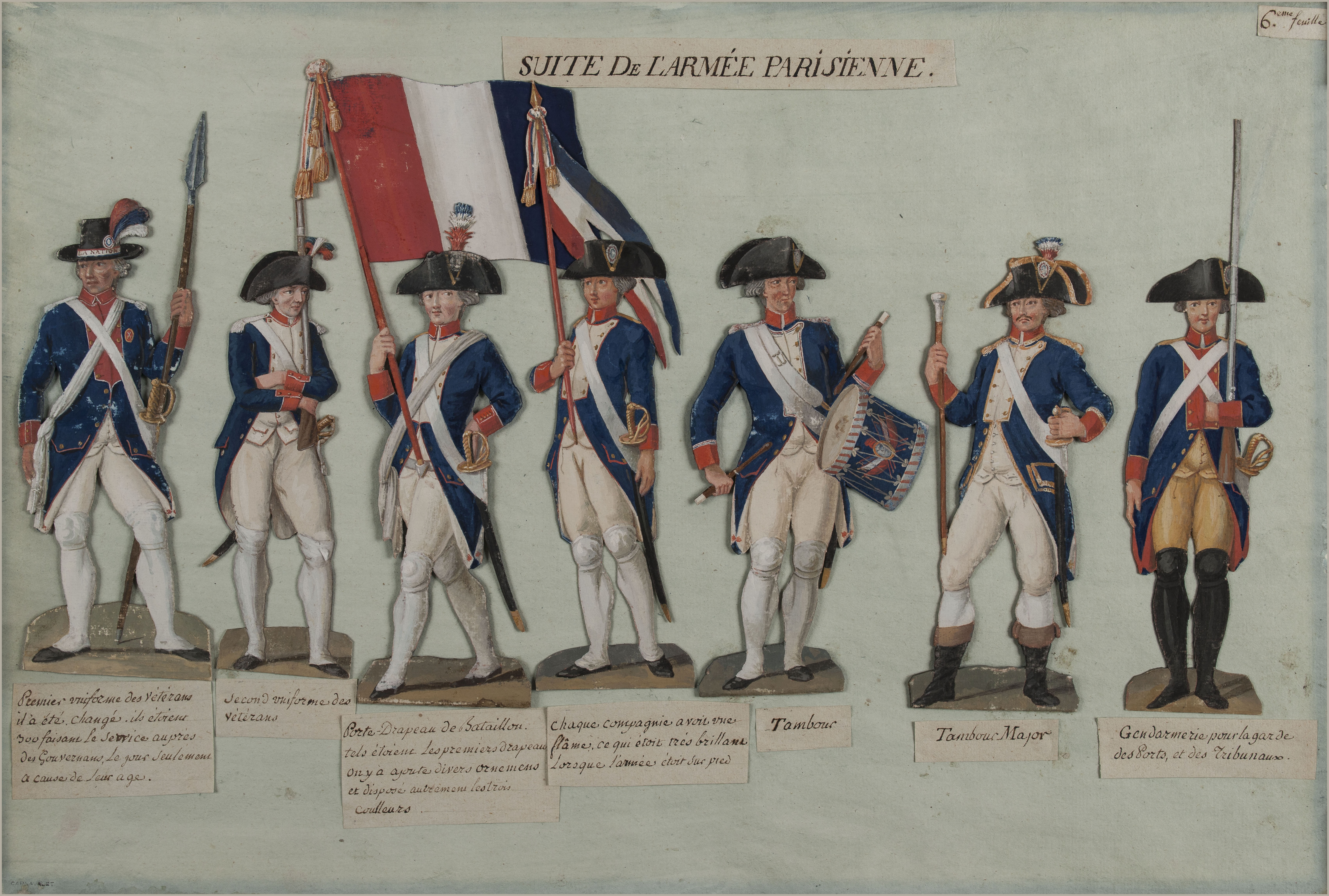